# Красне (Хмільницький район)
Кра́сне — село в Україні, у Самгородоцькій сільській громаді Хмільницького району Вінницької області. 

## Історія
Село було засноване в 1884 році, кількість домогосподарств — 38, населення станом на 1 січня 2019 року складало 114 осіб, у тому числі 57 чоловіків і 57 жінок.
22 червня 2023 року рішенням Національної комісії зі стандартів державної мови віднесено до списку населених пунктів, які «можуть не відповідати лексичним нормам української мови», зокрема стосуватися «російської імперської чи колоніальної політики». Громаді рекомендовано обґрунтувати доцільність збереження поточної назви або запропонувати нову назву в установленому законодавством порядку.

## Примітка
1. ↑  Понад 1400 назв сіл, селищ та міст України Національна комісія зі стандартів державної мови рекомендує змінити. Архів оригіналу за 27 червня 2023. Процитовано 27 червня 2023.